# Poeciliopsis santaelena
Poeciliopsis santaelena är en fiskart som beskrevs av Bussing 2008. Poeciliopsis santaelena ingår i släktet Poeciliopsis och familjen Poeciliidae. Inga underarter finns listade i Catalogue of Life.